# Catedral de la Inmaculada Concepción (Seúl)
La Catedral de la Inmaculada Concepción de la Virgen María o simplemente la Catedral de Myeongdong (en coreano: 명동대성당) es una prominente iglesia católica de rito latino ubicada en el barrio de Myeongdong Jung-gu, en la ciudad de Seúl, la capital de Corea del Sur. Es la sede del arzobispo de Seúl, Andrew Yeom Soo-jung, el más alto prelado católico en el país. Dedicada en honor de Nuestra Señora de la Inmaculada Concepción, patrona principal de Corea y el pueblo coreano, la catedral es un lugar de interés comunitario y un símbolo notable del catolicismo en Corea. La iglesia catedral de la arquidiócesis de Seúl es uno de los ejemplos más tempranos y más notables de la arquitectura gótica del renacimiento en Corea.